# Søren Reese
Søren Reese (født 29. juli 1993 i Ingstrup) er dansk fodboldspiller, der spiller for FK Haugesund i Norge. 

## Karriere

### Ungdomskarriere og første seniorkontrakt
Reese fik sin fodboldopdragelse i Ingstrup SF og skiftede senere til ungdomsafdelingen i Blokhus FC. I december 2009 skrev han som 16-årig kontrakt med klubben. Han fik 14. april 2010 sin debut, da han som 16-årig blev indskiftet i kampen mod Tjørring IF. Den14. august 2010 var han i startopstillingen for første gang i 2. division i hjemmekampen mod B 1908.

### Viborg FF
Den 13. november 2014 blev han købt af Viborg FF fra Jammerbugt FC. I sin første tid i klubben fik han ikke spilletid, på nær de sidste tre kampe i sæsonen, hvor holdet allerede var sikret oprykning fra 1. division. I den efterfølgende sæson i Superligaen blev holdets foretrukne forsvarsspiller Jeroen Veldmate langtidsskadet, og Søren Reese fik derfor chancen i startopstillingen, hvor han imponerede stort.

### FC Midtjylland
Den 13. juni 2018 blev Reese solgt til FC Midtjylland, hvor han skrev under på en femårig kontrakt.
Han blev umiddelbart efter udlejet til AC Horsens, hvor han skrev under på en lejeaftale gældende 2018-19-sæsonen. Han fik sin debut for AC Horsens i Superligaen den 16. juli 2018, da han startede inde og spillede alle 90 minutter i en 1-2-sejr ude over FC København.
Han tog på sit tredje lejeophold i august 2020, da han blev udlejet til den polske klub Zagłębie Lubin, der spillede i Ekstraklasa, på en etårig aftale gældende for 2020-21-sæsonen. Med lejeaftalen fulgte også en købsoption, hvortil det dog ikke blev udmeldte hvad den givne transfersum i så fald ville være. Reese fik dog ikke spilletid i sin tid i den polske klub. Reese har sidenhen forklaret, at det mere var sportschefen end cheftræneren, der ønskede Reese til klubben, og alle taktikmøder foregik på polsk.
Lejeaftalen med den polske klub blev afbrudt den 10. januar 2021, og i stedet skrev han under på en lejeaftale med AC Horsens, som han også tidligere havde været udlejet til. Lejeaftalen gjaldt for foråret 2021.